# Cripta de los Héroes
La Cripta de los Héroes es un monumento funerario erigido en 1908 para conmemorar a los caídos durante la Guerra del Pacífico. Está ubicado en el Cementerio Presbítero Matías Maestro de Lima, Perú.

## Historia
El mausoleo fue creado por Ley el 3 de diciembre de 1906 e inaugurado el 8 de septiembre de 1908 durante el gobierno de José Pardo y Barreda, y en el reposan los restos de los peruanos caídos durante la Guerra del Pacífico, conflicto bélico que enfrentó a Bolivia y Perú contra Chile entre 1879 y 1884.
El presupuesto se estipuló en 8000 libras peruanas. La obra fue ejecutada en piedra y mármol por el arquitecto Emile Robert con un marcado estilo ecléctico y coronada con una reproducción en mármol del Gloria Victis, obra del escultor Antonin Mercié. Sobre esta escultura se lee:

La Nación a sus defensores en la Guerra de 1879

Por Decreto Supremo n.º 13-GM del 1 de octubre de 1953, se dispuso integrarla bajo la custodia del Centro de Estudios Histórico Militares de Perú, como Santuario Patriótico.
El 25 de julio de 1986, el monumento fue ampliado para inhumar los restos de más combatientes, añadiendo un segundo sótano.
En 2002 se realizaron trabajos de restauración para devolverle su aspecto original.

### Polémica
A pesar de haber sido concebido y erigido para contener los restos de combatientes de la Guerra del Pacífico, en el mausoleo han sido enterrados los restos de personajes que participaron en dicho conflicto pero que no murieron en combate, como Andrés Avelino Cáceres o Miguel Iglesias.
En 1987 fue declarado héroe nacional Alipio Ponce Vásquez, combatiente de la Guerra del 41. La Ley N° 24658 que le otorgaba el título también dispuso su enterramiento en la Cripta de los Héroes, pero esto no sucedió al considerar que el mausoleo debía ser exclusivo para participantes de la Guerra de 1879. En 2005 el Congreso del Perú autorizó la inhumación de los restos del mayor EP Luis Alberto García Rojas, héroe de la Guerra del Cenepa, que enfrentó al Perú y Ecuador en 1997.
Por otro lado, existen placas conmemorativas que recuerdan a héroes de otras guerras, como César Pinglo Pinglo y Bernardo Villalta Luna (caídos en el Conflicto de La Pedrera de 1911), y José Quiñones y Alipio Ponce (de la guerra peruano-ecuatoriana de 1941).

## Descripción

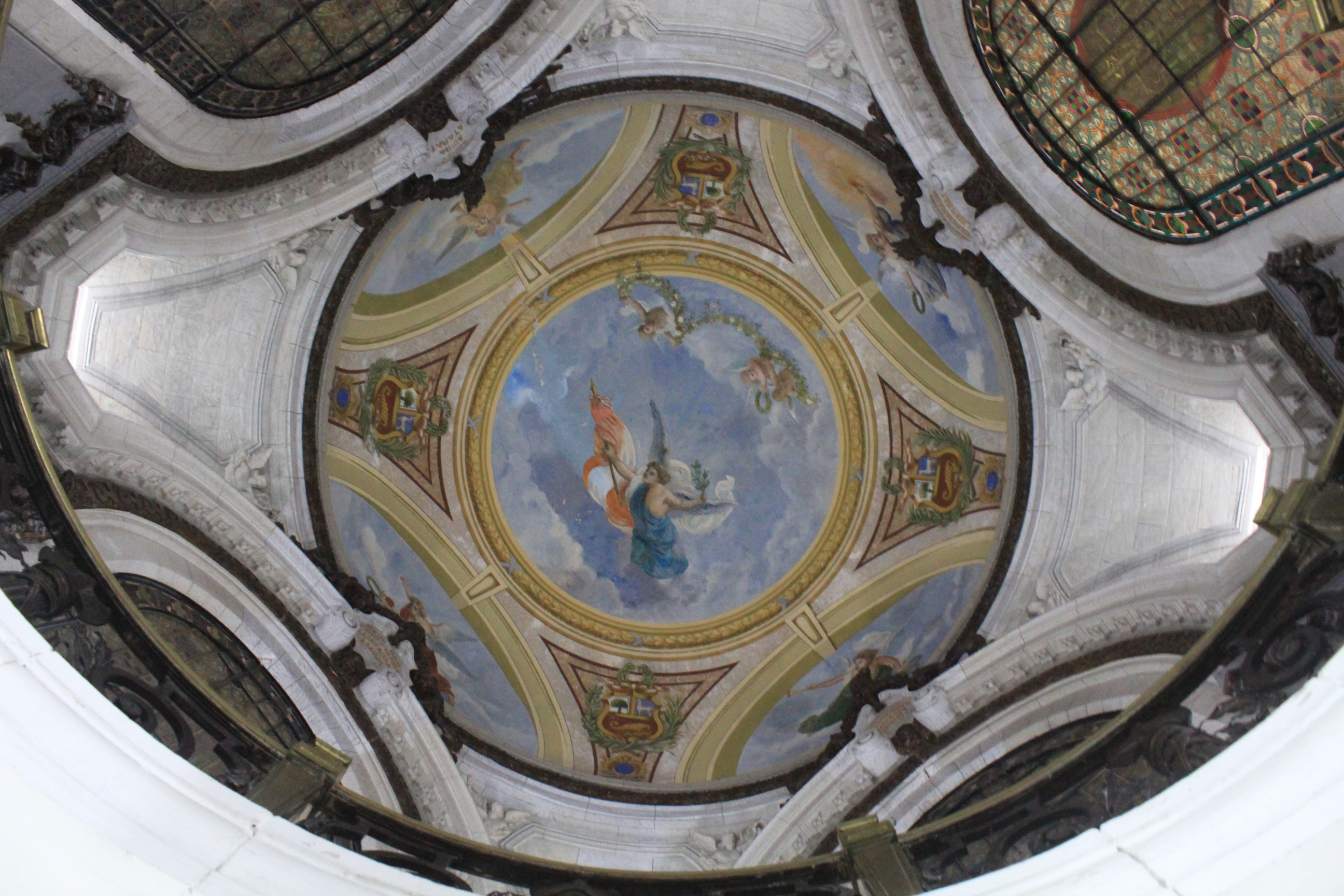
Cúpula interior

La Cripta de los Héroes es un mausoleo de forma circular y con más 30 metros de altura, con tres niveles, uno principal y dos sótanos. Posee una gran cúpula que la corona, y está rodeada de ornamentos y columnas neoclásicas. En su interior se encuentra revestida de mármol con veteado negro; también se le añadieron vitrales.
En total contiene 295 restos identificados, 29 de ellos en sarcófagos y 265 en nichos, así como 2065 placas murales con nombres de combatientes o NN.

### Planta principal
Este nivel, que es el de ingreso al mausoleo, se encuentra finamente revestido de mármol. Se encuentran los sarcófagos de los máximos héroes peruanos de la guerra: Miguel Grau, quien murió en el combate de Angamos el 8 de octubre de 1879 a bordo del monitor blindado Huáscar, y el coronel Francisco Bolognesi, defensor de Arica, caído en batalla el 7 de junio de 1880. Además se han instalado en las paredes unas placas de mármol con nombres de personas que prestaron apoyo o participaron en el conflicto.

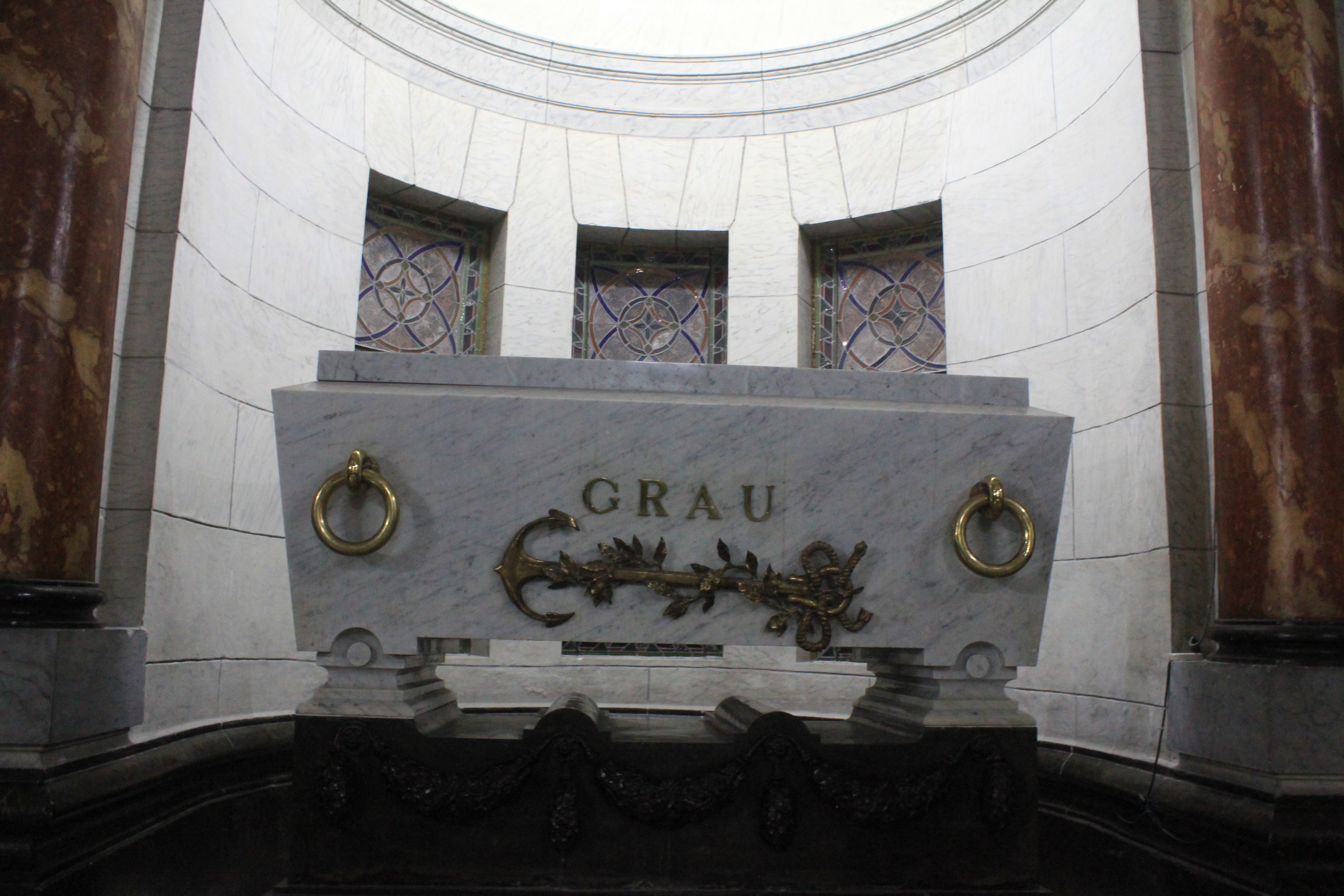
Tumba de Miguel Grau
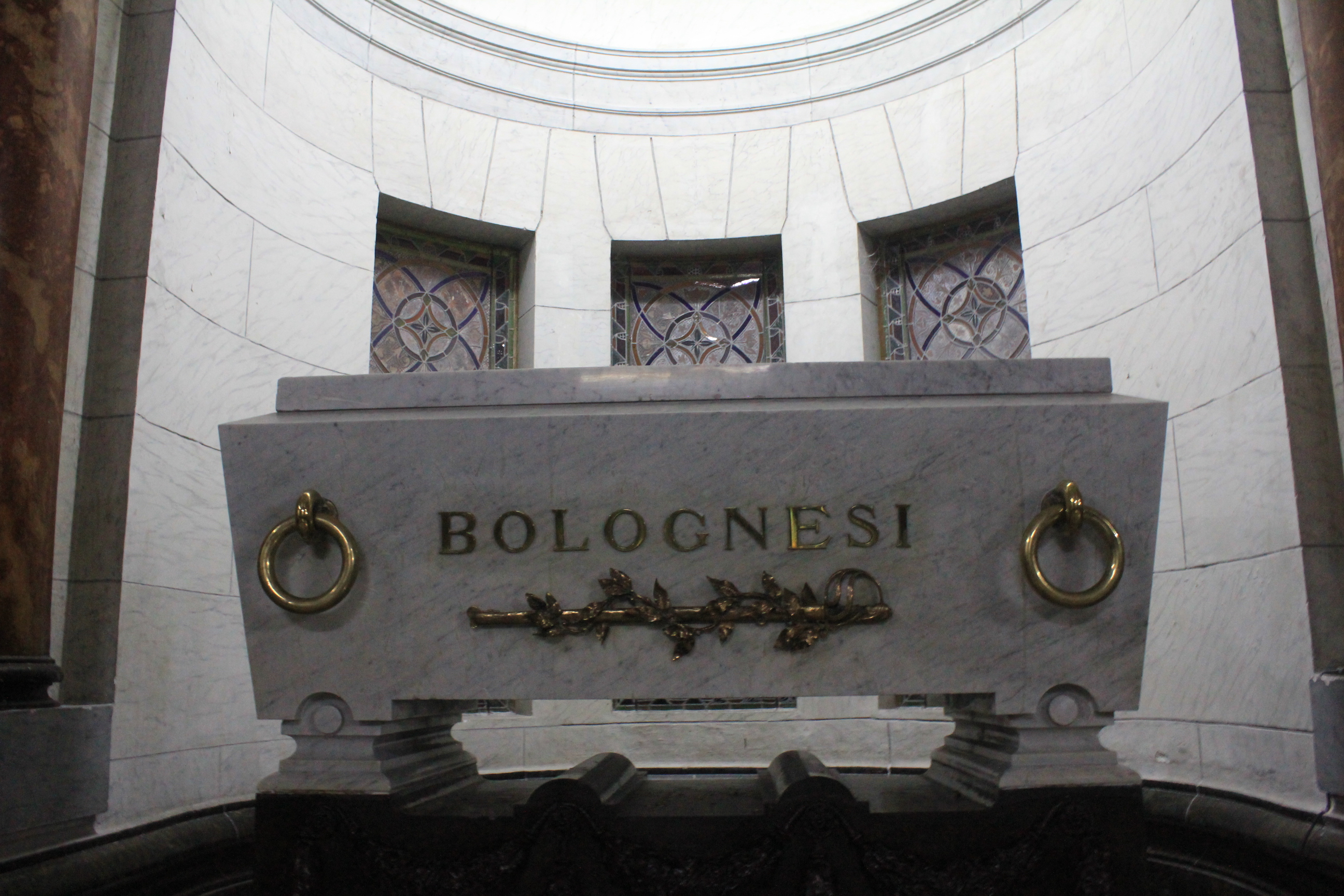
Tumba de Francisco Bolognesi

### Primer sótano

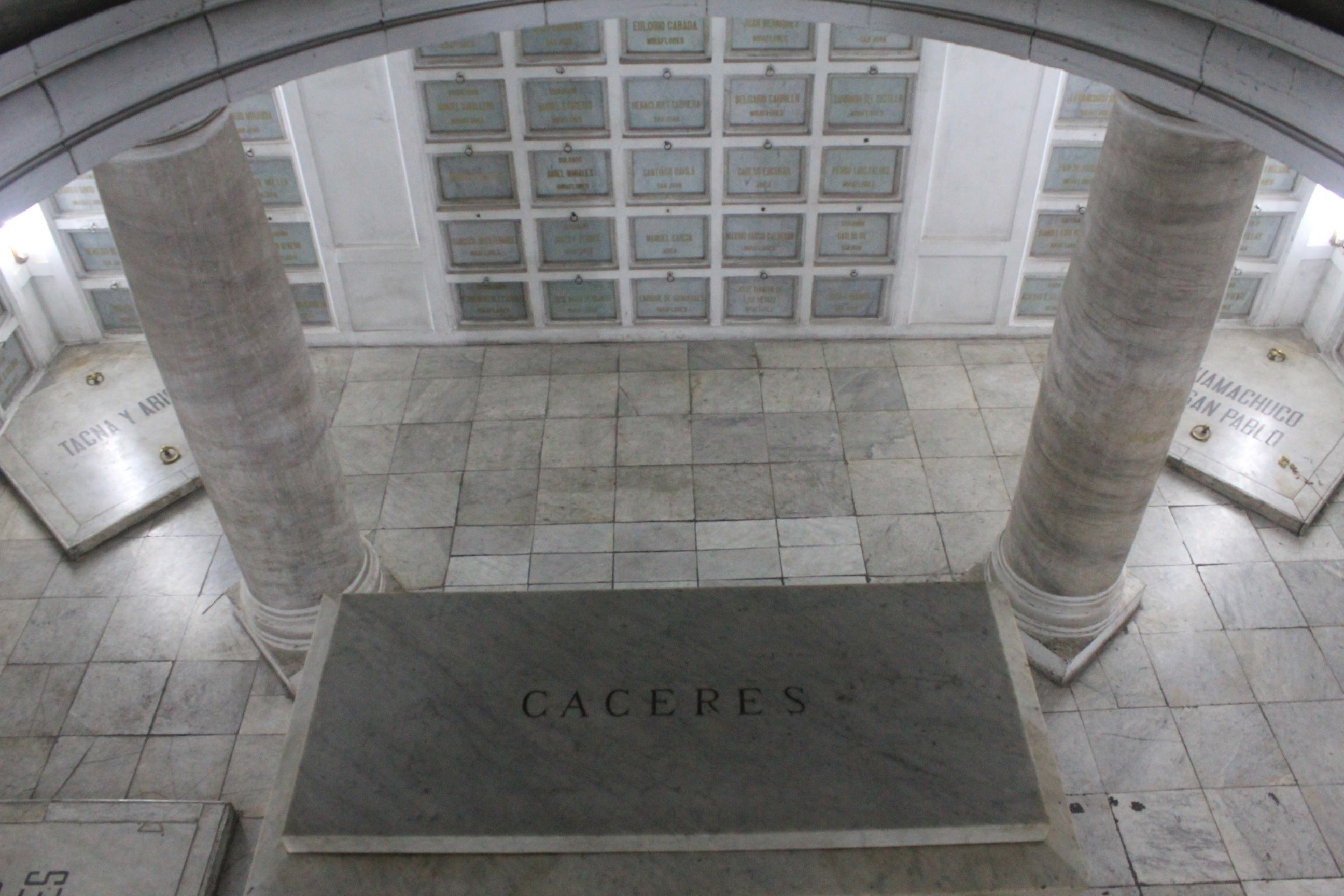
Tumba de Cáceres en el primer sótano, también se aprecian las placas por los caídos en las batallas de la Guerra del 79.

En el primer sótano, al que se accede por una escalera lateral, se inhumaron restos en 234 nichos repartidos en todo el contorno. En la parte central aparece el sarcófago del Mariscal Andrés Avelino Cáceres. Asimismo se encuentran cinco osarios los cuales contienen restos de combatientes anónimos que fallecieron durante los combates navales de Angamos, Iquique, Antofagasta y Callao, y los hallados en los campos de batalla de Tarapacá, Tacna y Arica, San Juan y Chorrillos, Miraflores, Huamachuco y San Pablo.

### Segundo sótano

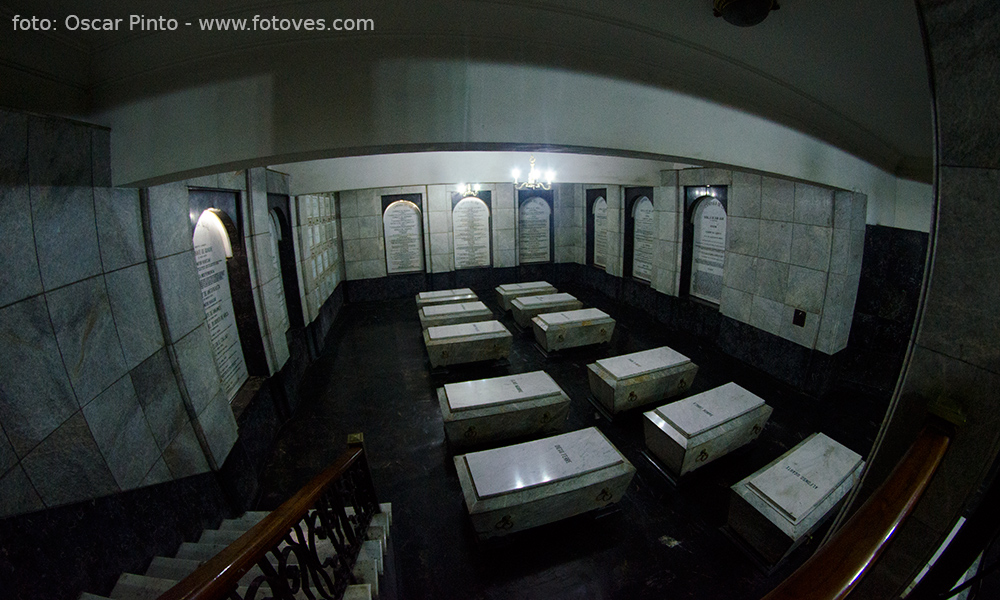
El segundo sótano, de suelo negro y sarcófagos blancos.

En el último nivel se ubican 29 sarcófagos, 16 placas y 40 nichos de mármol blanco que contrasta con el mármol negro del piso y paredes. Aquí yacen Alfonso Ugarte y otros héroes de la guerra del Pacífico, así como los restos de Luis Alberto García Rojas, inhumado en 2019.